# Constructivismo (psicología)
El término constructivismo en la psicología se refiere a todas aquellas teorías que no consideran a los seres humanos como receptores pasivos de experiencias y aprendizajes, sino como constructores activos de su realidad y experiencias. En la psicología constructivista, teorías y prácticas se enfocan en el modo en que los individuos crean sistemas de significado para así dar sentido a su mundo y experiencias, se centran por lo tanto en la estructura significativa donde se construye la personalidad del ser humano.
Desde el punto de vista filosófico, el constructivismo intenta conciliar el racionalismo y el empirismo, que son dos formas distintas de enfocar y explicar la psicología del desarrollo.
En la psicoterapia, por ejemplo, este enfoque puede expresarse en que el terapeuta proponga a su consultante preguntas que vuelvan su atención hacia los procesos de significado y desenvolvimiento en su mundo relacional, a la vez que se le alienta a expandir y flexibilizar esos procesos. Proponentes pioneros de este enfoque son Lev Vygotski (1896-1934), Jean Piaget, Frederic Bartlett, Jerome Bruner, George Kelly, Vittorio Guidano, David Ausubel y Max Wertheimer.

## Orígenes
Aunque sus raíces filosóficas se remontan a pensadores como Giambattista Vico («...la verità umana è ciò che l’uomo conosce costruendolo con le sue azioni, e formándolo attraverso di esse»"), Immanuel Kant y George Berkeley, en la psicología puede considerarse como iniciadores del constructivismo a los psicólogos George Kelly en clínica (con su Psicología de los constructos personales de 1955) y a Lev Vygotski (con su teoría del origen social de la mente individual, la psicología histórico-cultural) y Jean Piaget  (con su epistemología genética, el estudio de los orígenes ontogenéticos de las estructuras lógicas de la cognición individual) en psicología del desarrollo.
Además de los mencionados, puede considerarse asimismo como padres del constructivismo a Humberto Maturana, Ernst von Glassersfeld, Francisco Varela, Heinz von Foerster, Niklas Luhmann, Paul Watzlawick, Gregory Bateson, Kurt Lewin.

## Generalidades
Desde una postura psicológica y filosófica, argumenta que el individuo forma o construye gran parte de lo que aprende y comprende. Destaca la situación en la adquisición y perfeccionamiento de las habilidades y los conocimientos. Desde el punto de vista del constructivismo, el maestro no enseña en el sentido tradicional de pararse frente a la clase e impartir los conocimientos, sino que acuden a materiales con lo que los alumnos se comprometen activamente mediante manipulación e interacción social. 
Un supuesto básico del constructivismo es que los individuos son participantes activos y deben redescubrir los procesos básicos. El constructivismo exógeno recalca la fuerte influencia del exterior en la construcción del conocimiento.